# 片野勧
片野勧（かたの すすむ、1943年 - ）は、日本の随筆家、ジャーナリスト。
新潟県生まれ 。1970年に聖教新聞社に入社。地方支局(神奈川、栃木支局)を経て社会部記者3年、学芸部記者17年を歴任して2004年、定年退職。栃木支局時代に「宇都宮市戦災を調査する会」の事務局長（編集責任）として『宇都宮空襲・戦災誌』と『あの日の赤い雨』の2冊を刊行。日本ペンクラブ会員、元日本マス・コミュニケーション学会会員。

## 著書
- 『日本の空襲』第二巻、共著　三省堂、1980
- 『マスコミ裁判―戦後編』幸洋出版、1983
- 『メディアは日本を救えるか』蝸牛社、1998
- 『捏造報道―言論の犯罪』音羽出版、2003
- 『戦後マスコミ裁判と名誉毀損』論創社、2010
- 『明治お雇い外国人とその弟子たち』新人物往来社、2011
- 『8.15戦災と3.11震災』第三文明社、2014
- 『戦争と平和』の民衆史（電子書籍版）、2019